# Víctor García (cantante mexicano)
Para otras personas llamadas Víctor García, vea Víctor García (desambiguación).
Víctor Alejandro García Pérez (Ciudad Madero, Tamaulipas, México; 1 de octubre de 1975) es un cantante, empresario y actor mexicano. Se dio a conocer en el año 2002 como integrante del reality show musical mexicano de TV Azteca La Academia en su primera generación, donde obtuvo el segundo lugar de la competencia. En 2024 regresa al ámbito musical después de su alejamiento.
Después de su participación ha desarrollado un total de 8 producciones discográficas, incursionó como actor en algunas producciones televisivas de TV Azteca. En 2010 fue nominado al Grammy Latino en la categoría de «Mejor álbum grupero» por su producción discográfica «Arráncame».

## Biografía
Víctor Alejandro García Pérez nació el 1.° de octubre de 1975 en Ciudad Madero, Tamaulipas, México.
Es hijo de Víctor García "el mil amores" y Juana Pérez Sustaita. Su abuelo era petrolero. Cuando era un adolescente, formó parte de una agrupación musical (Proyecto Malta) además de practicar artes marciales. Él dejó la escuela para dedicarse completamente a la música; aprendió a tocar guitarra. Al cumplir los 18 años, junto con dos de sus compañeros de "Malta", forman una nueva agrupación de nombre "Nahum" y juntos deciden e ir a probar suerte a la Ciudad de México.
En 1996 junto con Nahúm, participa en el Festival Valores Juveniles Bacardí, convirtiéndose en el grupo de "casa" de un bar de la Ciudad de México llamada "il canto", en donde tuvieron la oportunidad de darse a conocer y relacionarse con el medio artístico.

## Trayectoria musical
En 2002 participó en un casting del reciente creado programa de TV Azteca, el cual buscaba cantantes para un reality show llamado La Academia. Víctor finalmente fue aceptado y formó parte de la primera generación junto a otros trece participantes, tales como Yahir, Laura, Toñita, Nadia y María Inés, quienes también buscaban sobresalir en el mundo de la música. En el programa sobresalió con la canción Desvelado de Bobby Pulido. El 1 de diciembre del mismo año se llevó a cabo la final en el Auditorio Nacional donde García obtuvo el 2.° lugar, ganando así 1.5 millones de pesos y un contrato con la disquera Sony Music.
En mayo de 2003 lanzó su primer álbum titulado Víctor García el cual debutó en el 1.er lugar de las listas de popularidad; en agosto del mismo año, recibe un disco de platino por las altas ventas de más de 300,000 ejemplares vendidos, además de recibir la nominación a los Premios Oye! por Canción Regional del Año con Otra Vez y por Mejor Artista Nuevo. En octubre de 2005 recibió Disco de oro por más de 50,000 copias vendidas de su segundo álbum discográfico Loco por tí.
En 2006 lanza su tercer material discográfico Arráncame donde se desprende uno de sus temas más escuchados Ayer te pedí, ganando una nominación al Grammy Latino por mejor álbum Grupero. En 2008 se presenta por primera vez en solitario en el Auditorio Nacional de la Ciudad de México, convocando a casi 10,000 personas. En noviembre de 2009 regresa a la música con su cuarto álbum titulado Cuando amar duele con el cual obtiene la certificación de disco de oro por más de 30,000 copias vendidas.
Su quinto material se tituló Amorcito Corazón, disco homenaje al cantante mexicano Pedro Infante presentando su espectáculo en el Teatro Metropólitan de la Ciudad de México. Ha realizado colaboraciones con otros artistas entre los que se destacan La Sonora Santanera, Carlos Cuevas, Ha*Ash, Yahir, Carlos Macias, Bobby Pulido, entre otros cantantes más.

### Regreso a la música 2024-2025
En marzo de 2024, Víctor García anuncia su regreso musical, esta vez bajo la disquera renombrada M4 Records, la cual creada en alianza con Sony Music, dicho a esto volverá a interpretar algunos de sus temas que fueron éxitos como Otra vez, Mi funeral o Invisible. Motivo por el que Víctor firmó un contrato con la disquera.
En septiembre del mismo año, lanza el tema musical llamado Te odio. En 2025 presenta su primera gira musical en solitario llamada «Mi regreso Tour». En diferentes escenarios como el Teatro Metropólitan. Así como el lanzamiento del álbum discográfico del mismo nombre, luego de 15 años de ausencia.

## Cine y televisión
En TV Azteca, participó en el programa Desafío de estrellas donde abandonó por motivos de salud, protagonizó la telenovela Dos chicos de cuidado en la ciudad junto a Raúl Sandoval en 2003, donde además interpretó el tema principal de la misma titulado Otra vez.También interpretó el tema principal de la telenovela Un nuevo amor, a lado de Miguel Ángel Rodríguez. En 2004 participó en la telenovela Los Sánchez, interpretando igualmente el tema de la novela llamado Gente buena. En 2006 se integra al elenco de la telenovela Campeones de la vida junto a Luis Ernesto Franco y Ana Serradilla. En 2008 dio vida al personaje Brayan Ferreira en la telenovela Pobre rico, pobre, nuevamente interpretando el tema de la novela La vida es una ruleta. En 2013 incursionó por primera vez en el cine con el filme Tercera llamada, dirigido por Francisco Franco en el que interpreta a Chippen "El Stripper". En el mismo año participa en el largometraje mexicano «¿Qué le dijiste a Dios?», dirigido por Teresa Suárez y protagonizó la telenovela Corazón en condominio de TV Azteca junto a Cynthia Rodríguez y se desempeñó como jurado de la segunda generación de La Academia Kids en el año 2014, para el año 2015 participa como presentador del programa de entretenimiento Viva el show. En 2017 se reúne nuevamente con sus excompañeros de La Academia, bajo el concepto de Primera generación con el que realiza un reencuentro tras quince años de trayectoria.
En 2018 participa en la telenovela de Televisa, Por amar sin ley, producida por José Alberto Castro.

## Otros proyectos
| Año  | Título                  | Personaje             |
| ---- | ----------------------- | --------------------- |
| 2013 | Tercera llamada         | Chippen "El Stripper" |
| 2014 | ¿Qué le dijiste a Dios? | José "Pepe"           |

| Año       | Título                             | Nota                               |
| --------- | ---------------------------------- | ---------------------------------- |
| 2002      | La Academia                        | 2.° lugar                          |
| 2003      | Desafío de estrellas               | Participante, abandona             |
| 2003      | Dos chicos de cuidado en la ciudad | Rol principal; 160 episodios       |
| 2003      | Homenaje a                         | Participante                       |
| 2004-2006 | Los Sánchez                        | Rol principal; 345 episodios       |
| 2005      | La vida es una canción             | Episodio «Mi funeral»; Él mismo    |
| 2006      | Campeones de la vida               | Aparición especial                 |
| 2007      | La niñera (México)                 | Aparición especial                 |
| 2008-2009 | Pobre rico, pobre                  | Rol principal; 190 episodios       |
| 2013      | Corazón en condominio              | Rol principal; 151 episodios       |
| 2013      | Destino                            | Óscar Leal; 105 episodios          |
| 2014      | La Academia Kids                   | Crítico; 16 episodios              |
| 2015      | Viva el show                       | Presentador                        |
| 2018-2019 | Por amar sin ley                   | Juan "Johnny" López; 180 episodios |

## Discografía

### Álbumes
- Mi regreso (2025)
- Amorcito corazón (2010, oro)
- Cuando amar duele (2009, platino)
- Lo mejor de mí, Victor García (2007)
- Arráncame (2006 Oro)
- Loco por ti (2005, oro)
- Por un sueño (2004 oro)
- Víctor García (2003, doble platino)

## Giras musicales
- 2017: Primera Generación
- 2025: Mi regreso Tour